# Sarax javensis
Espèce
Synonymes
- Phrynichosarax javensis Gravely, 1915

Sarax javensis est une espèce d'amblypyges de la famille des Charinidae.

## Distribution
Cette espèce est endémique de Java en Indonésie,. Elle se rencontre vers Bogor et Pacitan.

## Description
La carapace de l'holotype mesure 2,2 mm de long sur 3,2 mm.
La carapace de la femelle décrite par Miranda, Giupponi, Prendini et Scharff en 2021 mesure 3,30 mm de long sur 5,25 mm.

## Systématique et taxinomie
Cette espèce a été décrite sous le protonyme Phrynichosarax javensis par Gravely en 1915. Elle est placée dans le genre Sarax par Weygoldt en 2000.

## Étymologie
Son nom d'espèce, composé de jav[a] et du suffixe latin -ensis, « qui vit dans, qui habite », lui a été donné en référence au lieu de sa découverte, Java.

## Publication originale
- Gravely, 1915 : « A revision of the Oriental subfamilies of. Tarantulidae (order Pedipalpi). » Records of the Indian Museum, vol. 11, p. 433–455 (texte intégral).